# Farbmarke
Eine Farbmarke ist eine Marke (als Warenzeichen), die aus einer oder mehreren Farben besteht, ohne eine figürliche Begrenzung (Kontur).

## Hintergrund
Eine abstrakte Farbe als solche kann die Funktion einer Marke erfüllen, nämlich Waren oder Dienstleistungen eines Unternehmens von denjenigen anderer Unternehmen zu unterscheiden. Damit kann eine Farbe grundsätzlich als Marke in das Markenregister eingetragen werden.
Wie bei allen Markenformen muss auch bei der Farbmarke Unterscheidungskraft für die jeweils beanspruchten Waren und Dienstleistungen gegeben sein. Aufgrund der Vielzahl der im werblichen Umfeld benutzten Farben ist dies in der Regel jedoch nicht der Fall. Häufig ermöglicht daher erst eine Verkehrsdurchsetzung eine Eintragung einer Farbmarke in das Markenregister.
Problematisch ist hier – wie bei der Geruchsmarke – das Erfordernis der graphischen Darstellbarkeit. Hierzu hat der EuGH am 12. Dezember 2002 in seiner Sieckmann-Entscheidung (EuGH, Rechtssache C-273/00) später bezugnehmend in der Libertel- und Heidelberger-Bauchemie-Entscheidung wiederholt, dass die graphische Darstellbarkeit einer Marke nur dann gegeben ist, wenn sie klar, eindeutig, in sich abgeschlossen, leicht zugänglich, verständlich, dauerhaft und objektiv ist, so dass bei abstrakten Farbmarken der Farbton nach einem internationalen Farbklassifikationssystem wie Pantone, RAL, HKS usw. angegeben werden muss.
Dies hat aus mehrerlei Gründen zu Kritik geführt. Zum einen sind die Farbklassifikationssysteme teilweise kommerziell und entsprechende Farbkarten nur kommerziell erhältlich. Zum anderen ändern die Firmen die Farbtöne im Laufe der Zeit, so dass beispielsweise Pantone 382 (ein gelbliches Grün) zu einem späteren Zeitpunkt ein anderer Farbton sein kann als zum Zeitpunkt der Markenanmeldung.
Im Februar 2017 waren beim Deutschen Patent- und Markenamt 117 Farbmarken registriert.
| Farbe                            | Firma                  | Zweck                                                                                        |
| -------------------------------- | ---------------------- | -------------------------------------------------------------------------------------------- |
| Pantone 368 (Grünton)            | Dresdner Bank          | verschiedene Finanzdienstleistungen                                                          |
| RAL-1021 (gelb)                  | ADAC                   | verschiedene Dienstleistungen im Kfz-Bereich (Instandsetzung, Abschleppen)                   |
| RAL-4010 (Magenta)               | Deutsche Telekom       | Waren und Dienstleistungen aus dem Bereich der Telekommunikation (Registernummer 39552630.2) |
| Pantone 280 (Blauton) Nivea-blau | Beiersdorf AG          | weltweit geschützte Farbe                                                                    |
| Milka-lila a                     | Mondelēz International | Schokoladenprodukte                                                                          |

## Beispiele für Farbkombinationen

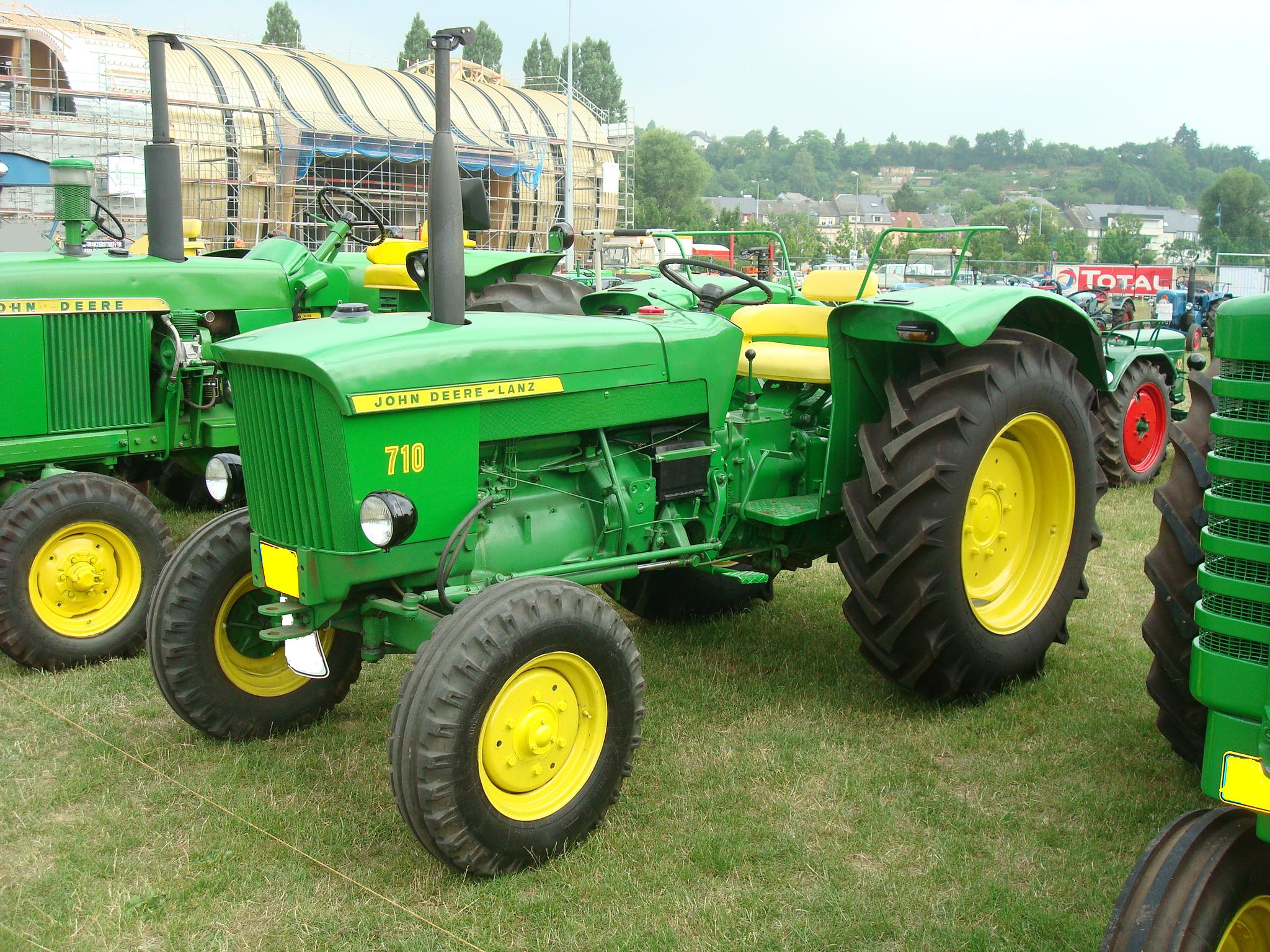
John Deere: grün, gelb
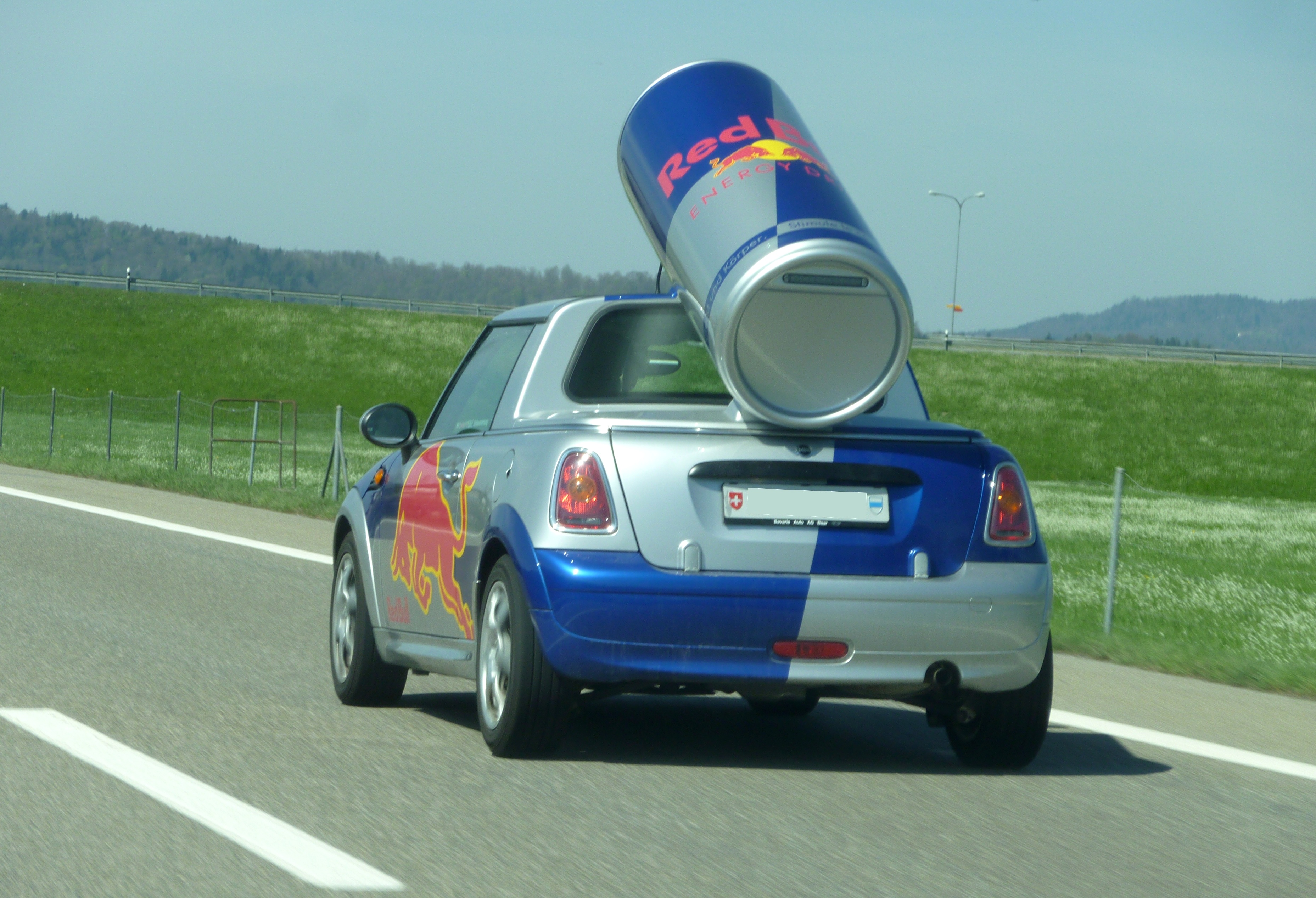
Red Bull: blau, silber
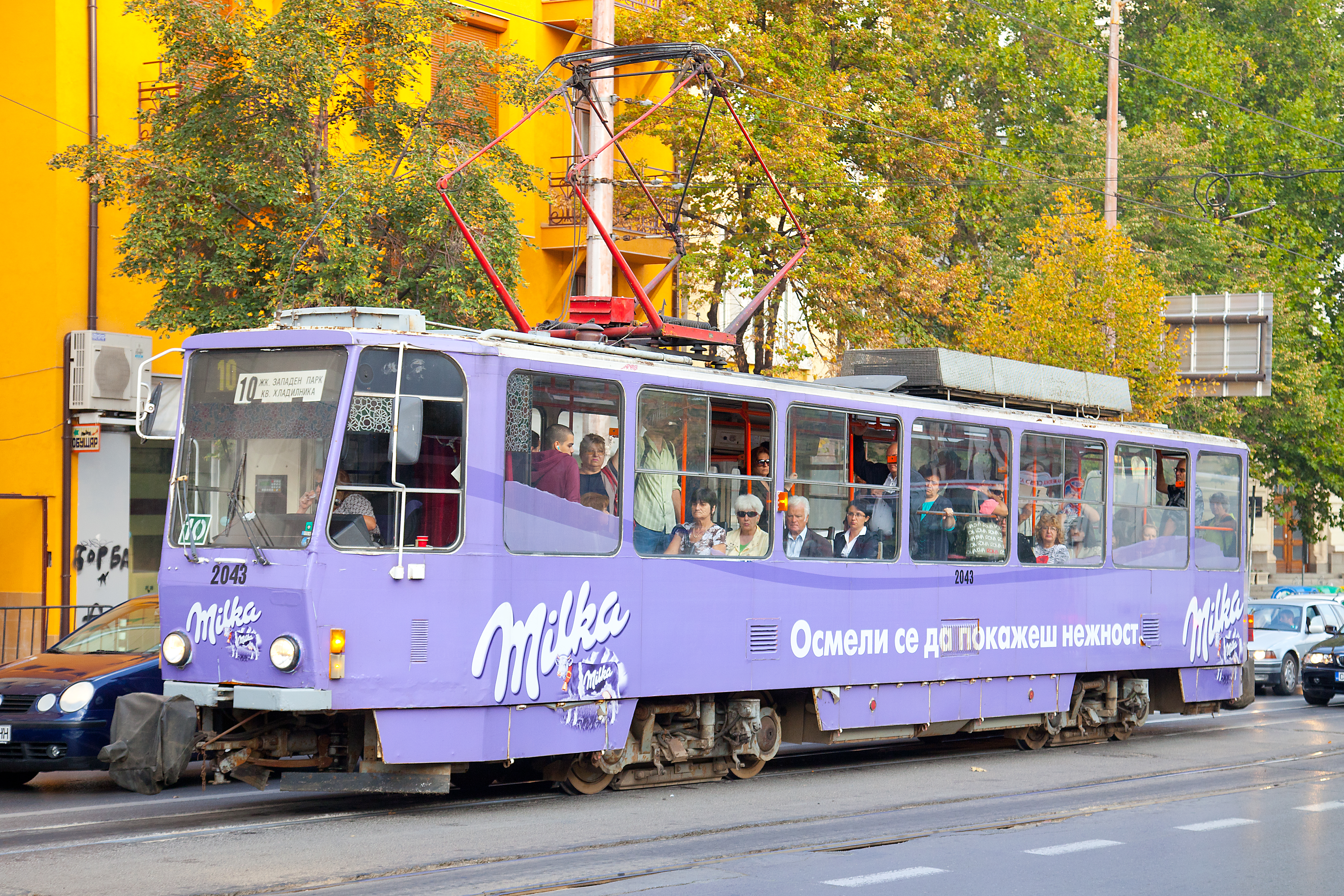
Tatra T6A2 in der Milka-Farbe